# Birao
Birao er en by i den nordlige del af den Centralafrikanske Republik. Den er hovedstaden i præfekturet Vakaga. Befolkningen blev anslået til 9.800 i 2000 og til 10.300 i 2007. Birao Lufthavn ligger 12 kilometer sydvest for byen.

## Historie
I marts 2007 blev byen næsten fuldstændig nedbrændt under kampene i regionen. Regeringssoldater og franske jagerfly angreb dem efter oprørsaktivitet brød ud i regionen. 
Den 24. november 2010 overtog Patrioternes Konvention for Retfærdighed og Fred (CPDP) byen. Det var først efter en uge, at den blev generobret af regeringstropper. Tchads luftvåben udførte også angreb.